# 夜明けまで
夜明けまで（よあけまで）は、日本の時代劇役者である松平健が1980年に発表したシングル盤レコード。

## 解説
テレビ朝日放送の時代劇『吉宗評判記 暴れん坊将軍』の主役（徳川吉宗）でお茶の間の人気を集めていた松平健が、テレビ朝日に於いて1980年秋に初の現代劇主演であった刑事ドラマ『走れ!熱血刑事』（勝プロダクション製作）に主演することになった際、同作のプロデューサーから「主題歌も歌ってみては」と依頼された。
松平健自身も歌好きであったが、その機会が恵まれずにいたことを残念に思っていたこともあり、またドラマや映画の収録の合間にポール・アンカなどの洋楽を聴くなどの音楽好きだったことからこれを快諾し、本作の制作が決まった。
これを受けて山川啓介と堀内孝雄が作品を提供することになり、松平は堀内が所属していたポリスターとアーティスト契約を結び、同社よりデビューシングルとして本作を発表した。
また松平は本作など10曲を平行してレコーディングし、シングルと同名のアルバム（LPレコード）『夜明けまで』を発表することとなった。
なお本作はテレビ朝日のドラマ主題歌であったことから原盤権はテレビ朝日ミュージックが所有している。

## 収録曲
1. 夜明けまで（6P-11）
作詩：山川啓介、作曲：堀内孝雄、編曲：青木望
2. ロンリーボーイ ロンリーガール
作詩：山川啓介、作曲：堀内孝雄、編曲：松井忠重